# 4808 Ballaero
4808 Ballaero eller 1925 BA är en asteroid i huvudbältet, som upptäcktes 21 januari 1925 av den tyske astronomen Karl Wilhelm Reinmuth i Heidelberg. Den har fått sitt namn efter företag Ball Aerospace and Technology Corporation. Företaget har tillverkat utrustning till flera rymdteleskop och rymdsonder.
Asteroiden har en diameter på ungefär 19 kilometer och den tillhör asteroidgruppen Adeona.